# Luciano Mendes Teixeira
Luciano Mendes Teixeira (nascut el 10 d'octubre de 1993) és un futbolista professional de Guinea-Bissau que juga com a migcampista defensiu al Coruchense portuguès de lligues regionals. Entre el 2010 i el 2012, va jugar sis partits amb la selecció de Guinea-Bissau.

## Carrera de club
L'11 d'agost de 2012, Teixeira va debutar amb el SL Benfica B en un partit de la Segona Lliga 2012-13 contra el Braga B on va jugar 72 minuts com a migcampista defensiu i va marcar un autogol al minut 63.
Es va incorporar al Metz durant l'estiu de 2013. Un any més tard, es va traslladar al GD Chaves.